# Callirhoë (ballet)
Pour les articles homonymes, voir Callirrhoé.
Callirhoë, op. 37, est un ballet symphonique sur un livret d'Elzéard Rougier et une musique composée par Cécile Chaminade. L'œuvre est créée le 16 mars 1888 au Grand Théâtre de Marseille.

## Composition
Cécile Chaminade compose son ballet en 1888 sur un livret d'Elzéard Rougier dont le thème est inspiré de celui de Callirrhoé, une princesse esclave dont s'est éprit Alcméon. Elzéard Rougier s'est inspiré de la lecture d'un poème d'Anacréon pour écrire son livret. Il l'avait d'abord présenté à Benjamin Godard, mais ce dernier, occupé avec son opéra Jocelyn, renvoya l'écrivain vers Cécile Chaminade.

## Argument
L'action se passe dans un bourg de Patras.De nombreuses péripéties, dont la transformation de Callirhoé en statue de marbre, et malgré l'intervention de Vénus, retardent leur union. Les esclaves d'Alcméon viennent remplir leurs amphores à la fontaine d'un parc en bord de mer. Callirhoé, princesse esclave dont est éprit Alcméon, ne rêve que de retrouver sa liberté et refuse donc ses faveurs au jeune homme. Plongée dans un ennui mortel, ses compagnes l'invitent à danser. Elle esquisse quelques pas de danses avant de se retirer du côté de la mer. Alcméon arrive, interrompant la musique et les danses, cherchant Callirhoë. Lorsqu'il la trouve, il lui déclare son amour, mais cette dernière reste de marbre face aux suppliques et aux prières du guerrier. Il décide alors de lui offrir des biens précieux : colliers, bracelets, tissus précieux… C'est une écharpe noire qui attire son regard, et elle s'en drape comme d'un vêtement de deuil, esquissant alors quelques pas mélancoliques avant de s'éloigner vers la mer. Alcméon, resté seul, médite sur sa situation, lorsqu'un éclair embrase la statue de Vénus, comme un présage, poussant le guerrier à lui faire une offrande. Un cortège religieux entoure alors la statue de la déesse, sous un ciel sombre, lui prodiguant offrande et prières jusqu'à ce qu'un rayon de soleil frappe la mer. Vénus sort de la mer en majesté, et vient jusqu'à Alcméon, congédiant la foule. Vénus promet à Alcméon le cœur de Callirhoë, avant d'envoyer des Amours chercher la princesse esclave. Callirhoë résiste au pouvoir de la déesse, aux tentations des Amours et aux plaisir qui lui sont offerts. Irritée, Vénus ordonne à ses Amours de poursuivre la princesse de flèches, obligeant la princesse à fuir jusqu'à se jeter dans la mer du haut d'une falaise. Vénus transforme alors Callirhoë en statue de marbre. Alcméon en reste stupéfié, et Vénus lui dit d'oublier ses amours douloureuses pour la jeune femme, tout en lui expliquant que la fontaine à laquelle il va boire sera désormais appelée la Fontaine Callirhoë et que quiconque y boira sera guéri du mal d'aimer. Mais Alcméon préfère la souffrance d'un amour perdu à l'oubli de celle qu'il aimait. C'est alors que des pâtres et des bergères touchés du mal d'aimer. Alcméon les invite alors à boire l'eau de la fontaine, ce qu'ils font, et commence alors une fête joyeuse pour célébrer la liberté retrouvée de leurs cœurs. Le maître des lieux n'est cependant toujours pas prêt à oublier Callirhoë et il préfère mourir. Vénus, touchée par cet amour qu'éprouve le jeune homme, ranime alors la statue. Callirhoë revit et a comme l'air de s'éveiller d'un songe : elle peut enfin aimer Alcméon. À cette union, tout le monde prend part, de la déesse aux esclaves, tous fêtent ce bonheur enfin acquis dans une farandole bondissante et radieuse.

## Structure
Si le ballet comprend vingt-et-un mouvements, il existe aussi deux versions, n'ayant pas le même nombre de mouvements. La suite d'orchestre comprend quatre mouvements, tandis que la suite pour piano en contient six.

### Ballet
Le ballet se compose de vingt-et-une parties :
1. Prélude
2. Scherzo (musique de scène)
3. Pas des Amphores
4. Entrée d'Alcméon (musique de scène)
5. Pas du Voile
6. Pas des Écharpes
7. Orage (musique de scène)
8. Marche religieuse – Cortège – Entrée de Vénus
9. Callirhoë est livrée à Vénus et aux Amours (musique de scène)
10. Scherzetto
11. Divertissement
  1. Andante
  2. Pas du Guerrier
  3. Variation
  4. Danse orientale
  5. Valse
12. Comprend :
  1. Callirhoë est changée en statue par Vénus
  2. Désespoir d'Alcméon
13. Scène pastorale
14. La statue s'anime. Callirhoë ouvre enfin son cœur à l'amour
15. Valse finale

### Suite d'orchestre
Elle se compose de quatre mouvements :
1. Prélude
2. Pas des écharpes
3. Scherzettino
4. Pas de cymbales

### Suite pour piano
Elle se compose de six mouvements :
1. Air de ballet
2. Pas des amphores
3. Pas des écharpes (Scarf Dance)
4. Callirhoë
5. Danse pastorale
6. Dans orientale

## Création
L'œuvre est créée au Grand Théâtre de Marseille le 16 mars 1888 du fait de la difficulté de monter un ballet à Paris. La mise en scène est faite par Victor Natta. L'œuvre est jouée sous la direction d'Édouard Brunel. Le troisième mouvement, le « Scherzettino », est bissé le soir de la première. Elle est rejouée dans plusieurs villes du sud de la France, comme à Lyon en 1891, à Bordeaux en 1901 ou à Cannes en 1913,. L'œuvre est aussi rejouée à Toulouse en 1910,,,. Elle est aussi et Deauville, bien qu'on ne connaisse pas les dates,.

## Critique et postérité

### Création et années 1890
Lors de la création à Marseille, le ballet est bien accueilli et la compositrice est considérée comme une bonne continuatrice de Léo Delibes. La diffusion de l'œuvre se fait néanmoins par le concert et non par la scène. Dans le journal Angers-artiste, Callirhoë y est décrit comme profitant de l'élégance et de la variété des motifs. Le journal mention l'édition de l'œuvre aux éditions Enoch et Costallat, mais soulignent aussi la difficulté du jeu pour les pianistes. Dans La Vedette, Callirhoë est encensée, louant à la fois la musique de Cécile Chaminade mais aussi le poème d'Elzéard Rougier. Le Figaro fait double coup lors de la création : il en parle dans un court article comme d'une réussite, mais offre aussi une réduction pour piano de la Danse pastorale.
Charles Lamoureux programme des extraits d'une suite pour orchestre tirée de l'œuvre dès 1889 mais cette suite pour orchestre ne sera jouée dans son intégralité qu'en 1890 par l'Orchestre Colonne. Quelques critiques lui trouvent une ressemblance avec le poème symphonique Le Rouet d'Omphale de Camille Saint-Saëns. Cependant, sous les louanges faites à Cécile Chaminade se cachent des préjugés misogynes, à l'exemple du Gil Blas qui écrit « Les pensées y ont un côté féminin d’un délicieux contraste avec l’écriture, d’une sûreté de main toute masculine ». Le 15 décembre 1889, c'est donc les Concerts Lamoureux qui programment deux extraits de la suite pour orchestre, le Scherzettino et le Pas des Cymbales, aux côtés de la Symphonie no 5 de Felix Mendelssohn, le duo de Béatrice et Bénédict d'Hector Berlioz, un concerto pour piano de Piotr Ilitch Tchaïkovski (soit le Concerto pour piano no 1, soit le Concerto pour piano no 2), Rêves (l'un des Wesendonck-Lieder) et les Adieux de Wotan (extrait de l'acte III de La Walkyrie) de Richard Wagner et enfin l'ouverture d'Euryanthe de Carl Maria von Weber.
Le 30 novembre 1890, l'œuvre est jouée au Théâtre du Châtelet par l'Orchestre Colonne parmi d'autres œuvres comme la Symphonie no 8 de Franz Schubert, des variations de Robert Schumann, un scherzo de Camille Saint-Saëns, le poème symphonique Psyché de César Franck ainsi que la marche du Tannhäuser de Richard Wagner. La presse confirme, après ce concert, l'intérêt du public pour l'œuvre, et notamment pour le troisième mouvement, le Scherzettino, tout en félicitant la concision et l'orchestration, cette dernière étant d'« une ingéniosité fort curieuse et [d']une réussite parfaite ». La même année, au Casino de Monte-Carlo, c'est la suite pour orchestre qui est jouée pour la première fois avec succès, aux côtés d'œuvres comme une « Symphonie en mi bémol », qui est probablement la Symphonie no 39 de Wolfgang Amadeus Mozart, l'ouverture symphonique Béatrice d'Émile Bernard et des fragments symphoniques de Samson et Dalila de Camille Saint-Saëns.
En février 1891 a lieu la première représentation du ballet au Grand Théâtre de Lyon, sous la direction d'Alexandre Luigini et dansé par Mlles Monge, Coronna, Amalia et Boggio, avec un grand succès.
En 1892, la suite d'orchestre est jouée au Casino de Monte-Carlo à Monaco, pour la deuxième fois, aux côtés d'œuvres comme la Symphonie no 1 de Károly Goldmark, des fragments symphoniques de Die Meistersinger von Nürnberg de Richard Wagner, et les pastiches d'airs et de danses du Roi s'amuse de Léo Delibes,. En parallèle, des morceaux de l'œuvre sont aussi joués à la salle Érard à Paris à quatre mains par la compositrice elle-même accompagnée de Léon Delafosse, dans un concert centré sur les œuvres de Cécile Chaminade, avec notamment l'un de ses deux trios pour piano, violon et violoncelle, des romances parmi lesquelles L'Anneau d'argent, des pièces de musique de chambre ainsi que des fragments de La Sévillane. Toujours cette année là, le ballet est repris au Grand Théâtre de Marseille, cette fois avec Mlles Rigantes, Boissé, Ferraio et Itey sur une chorégraphie de M. Poigny.
Des morceaux de Callirhoë sont joués au concert, comme à la salle Pleyel le 25 mars 1893, où des parties du ballet sont « interprétés supérieurement » au piano par Mme Mitault-Steiger et la compositrice elle-même. Le 16 juin 1893, c'est un concert à la salle du Trocadéro qui est donné au bénéfice de Mme A. Samary, ancienne pensionnaire de la Comédie-Française. En plus de Callirhoë sont joués : une sonate pour orgue de Félix Mendelssohn, les mélodies Manon au Cours-la-Reine et Les Ailes de Charles-René, une scène d'Orphée et Eurydice de Christoph Willibald Gluck, le grand air du Prophète de Giacomo Meyerbeer, un air des Saisons de Jean-Baptiste Lully, le duo du Roi d'Ys d'Édouard Lalo, une mazurka d'Henryk Wieniawski, I Tre Giorni de Jean-Baptiste Pergolèse et une Fantaisie pour violoncelle. Deux fragments de Callirhoë ont été interprété par Cécile Chaminade elle-même secondée de Gabrielle Turpin : L'Intermède et le Pas du Voile qui a été bissé. Entre temps, le 3 mai 1893, le ballet est repris au Grand-Théâtre de Marseille, avec toujours le même succès, dansé par Mlles de Consolé, Boine et Seguin. Enfin, le 31 décembre 1893, au Jardin d'acclimatation de Paris, la suite orchestrale est jouée avec l'ouverture des Dragons de Villars de Louis-Aimé Maillart, les Scènes alsaciennes de Jules Massenet, La Vision de Jeanne d'Arc de Charles Gounod, l'ouverture Patrie de Georges Bizet, la « Sérénade » de Ludwig van Beethoven (il s'agit probablement du Trio à cordes no 2) et la Schiller-Marsch de Giacomo Meyerbeer.
En 1895, le ballet est rejoué à nouveau à Marseille, toujours avec succès. La suite d'orchestre est, quant à elle, jouée au Casino municipal de Nice, lors d'un concert où sont aussi joués parmi les modernes de l'époque, le Nocturne de l'acte II de La Navarraise et la Méditation de Thaïs de Jules Massenet. Cette fois, cependant, c'est Le Pas des Cymbales qui est remarqué. Cette même année, Émile Risacher publie son neuvième Annuaire des artistes et de l'enseignement dramatique et musical, dans lequel il mentionne Cécile Chaminade au travers de Callirhoë et de sa symphonie dramatique Les Amazones, chacune des deux œuvres ayant été jouées par Lyon et Marseille.
En 1898, le Pas du Voile et le Scherzettino de la suite pour orchestre sont joués aux Concerts Colonne.

### Années 1900 et postérieures

#### Années 1900
En 1901, le journal stambouliote Istanboul annonce que le catalogue des œuvres de Cécile Chaminade (édité notamment chez Durand, Hamelle, Heugel, Grus, Ricordi et Enoch) classe la musique de Callirhoë parmi les musiques dramatiques. La même année, au Nouveau-Théâtre, les concerts Colonne jouent à nouveau la pièce avec l'ouverture d'Euryanthe et le Concertstuck pour piano de Carl Maria von Weber, le Trio no 2 de Cécile Chaminade et Lola de Camille Saint-Saëns,,.
En 1906, la Revue musicale de Lyon mentionne une nouvelle représentation du ballet, qualifié de ballet-pantomime, à Marseille, en pendant du ballet Javotte de Camille Saint-Saëns.

#### Années 1910
En 1910, lors d'un « récital Chaminade » à la salle Femina le 8 juin 1910, des œuvres de la compositrice sont jouées au piano, dont Callirhoë, joué pour deux pianos par Cécile Chaminade elle-même et un pianola, récital qui eu beaucoup de succès,,. Cette année là marque aussi les premières représentations du ballet au Théâtre du Capitole de Toulouse,. Omer Guiraud mentionne la popularité des versions pour piano des morceaux de ce ballet, notamment celui du Pas des Écharpes,. L'auteur loue « la grâce et la distinction de la pensée mélodique », les « très élégantes harmonies » et « une orchestration colorée » et « moderne », bien qu'il fasse preuve de sexisme en précisant « que l'on oublie facilement que c'est une main de femme qui l'a écrite »,. Lors de cette représentation, c'est Mlle Colombo qui interprète le rôle de Callirhoë, Mlle Sacchi dans le rôle de Vénus, ainsi que Mlle Vendenesse (dans le rôle de Myrtha) et Mme Amélie,. La direction de l'orchestre était tenue par Hippolyte Tartanac,. Il s'agit de l'un des meilleurs succès de cette année là,. Le ballet est joué le 17 novembre 1910,. L'œuvre a été si appréciée que le 22 novembre 1910, alors que devait être joué Le Trouvère de Giuseppe Verdi, le divertissement n'est pas dansé et la soirée se termine sur Callirhoë.
Lors de la représentation cannoise de 1913, on y apprend que l'œuvre y a été jouée après Le Cœur dormant de Philippe Bellenot. Le Monde artiste précise aussi que, si l'œuvre a été jouée en France, elle l'a été aussi à l'étranger et a gagné une réputation mondiale. L'œuvre est dansée par Mlles Pozzi et Charbonnel et a fortement été applaudie par le public. Un peu plus tôt la même année, à Nice, se rejoue le « récital Chaminade » organisé à la salle Femina en 1910, à nouveau sur pianola et accompagné par la compositrice elle-même,.

#### Années 1920
Les 29 et 30 août 1921, la suite d'orchestre est jouée en concert à la salle Marivaux en guise d'intermède musical,.
L'œuvre est jouée jusqu'au 9 mai 1927, où elle est jouée en radiodiffusion lors de la « Soirée artistique » de l'École supérieure des P.T.T.. Le 8 août 1927, à l'occasion des septante ans de la compositrice, Callirhoë est joué à la T.S.F. de la Tour Eiffel par l'orchestre de Mario Cazes.
En 1927, c'est à la T.S.F. de Londres que des extraits de la suite Callirhoë sont joués,.
En 1928, la T.S.F. de Londres rejoue Callirhoë.
Le 25 mai 1929, c'est au tour d'Alger de diffuser par le biais de la T.S.F. la suite orchestrale.

#### Années 1930
Radio-Alger rediffuse Callirhoë le 13 septembre 1931.
En 1932, c'est à Strasbourg que l'œuvre est jouée, dans une version diffusée par la T.S.F. le 5 avril.
Le 21 mai 1933, des fragments de l'œuvre, tirés de la suite pour piano comme du ballet, sont joués à la T.S.F. Radio-Paris : la Danse orientale, le Pas des Écharpes, la Danse de Callirhoë, l'Andante et la Valse,.
Le 11 juillet 1934, la suite d'orchestre est donnée à la radio de la Tour Eiffel. Le 25 novembre de la même année, la suite d'orchestre est jouée sur la T.S.F. sur la fréquence Toulouse-Pyrénées à 12 h 15.
Le 26 avril 1935, la pièce est rejouée à la radio Toulouse-Pyrénées sur le même créneau horaire. La même année, l'œuvre est donnée à la diffusion le 7 novembre à la radio Paris-P.T.T..
Le 28 février 1936, Strasbourg diffuse la pièce à la T.S.F.. Le mois de mars voit quatre diffusions : le 6 mars, c'est à la radio de diffusion Alger-P.T.T. de jouer l'œuvre. Le 13 mars, c'est Rennes-P.T.T. qui diffuse l'œuvre. Le 21 mars, c'est au tour de la radio Rennes-Bretagne qui diffuse l'œuvre. Enfin, le 27 mars, l'œuvre est rediffusée sur la radio Alger-P.T.T.. Le 11 avril, c'est au Poste-Parisien de diffuser la pièce. Le 17 avril, c'est la première diffusion d'extraits de l'œuvre au Maroc, sur la chaîne Radio-Marc, qui diffuse l'Andante et la Valse. Le 12 juin, Callirhoë est diffusée sur la T.S.F de Radio-Paris. La même chaîne rediffuse l'œuvre le 6 août et le 28 septembre. Le 25 décembre, c'est sur la radio Toulouse-P.T.T. que l'œuvre est diffusée.
En 1937, elle est diffusée sur Radio-Paris le 3 mai. Le 14 mai, c'est la radio Paris-P.T.T. qui diffuse la pièce. Deux extraits sont aussi radiodiffusés à l'étranger, la Danse de l'Écharpe et la Danse de Callirhoë, à Droitwitch le 16 mai 1937. Le 30 juillet, Paris-P.T.T. diffuse l'œuvre. Elle est jouée une dernière fois à la radio de Marseille le 29 novembre. Le 3 décembre, c'est la radio rhônalpine Alpes-Grenoble qui diffuse l'œuvre.
En 1938, l'œuvre continue d'être jouée et diffusée comme le 29 janvier, à Alger. Le 11 juin, lors de la radio-diffusion sur Alpes-Grenoble du Festival-Chaminade où l'œuvre est jouée avec la Chanson du ou, L'Heure du mystère, la Danse créole, L'Été, La Morena, Les Papillons et la Suite pour orchestre. L'œuvre est diffusée le 25 octobre sur Radio-Paris et le 29 octobre à Strasbourg. Le Festival-Chaminade se rejoue et est rediffusé le 16 décembre, cette fois avec la Danse créole, La Moréna, L'Été et la Suite pour orchestre.

## Discographie
- Callirhoë - Ballet Symphonique ; Concertstück pour piano et orchestra – Victor Sangiorgio (piano) ; Orchestre symphonique de la BBC, dir. Martin Yates (14-16 mars 2016, SACD Dutton Epoch CDLX 7939) (OCLC 1013783772).
- Callirhoë dans Compositrices (2023, 8 CD Bru Zane Label, disque 4) (OCLC 1412007282).